# Stazione di Haiphong
La stazione di Haiphong (Ga Hải Phòng in vietnamita) è una stazione ferroviaria del Vietnam, capolinea della linea che collega la città portuale di Haiphong con la capitale Hanoi nel nord del paese. Inaugurata nel 1902 quando il Vietnam faceva parte dell'Indocina francese, la stazione serve anche da capolinea per la ferrovia sino-vietnamita, costruita dai francesi ed aperta nel 1910; questa fu la prima linea a collegare il Vietnam alla Cina, e più in particolare alla città di Kunming.